# Ингресс
Ингресс (лат. ingressus — вступление, вход) — название литургического акта в Римско-Католической церкви, во время которого латинский епископ вступает в свою должность. Данное богослужение осуществляется в соответствии с епископским церемониалом. Во время вступления в должность зачитывается послание Римского папы, в котором объявляется о его решении назначить на кафедру данного епископа, епархиальное духовенство приносит присягу новому епископу. Как правило, новый епископ во время ингресса кратко представляет программу своей деятельности.
Подобное литургическое действие в Восточной Церкви называется интронизацией.

## Источник
- Кодекс канонического права, кан. 382, № 3 — 4
- Католическая энциклопедия, изд. Францисканцев, М., 2005, т. II, стр. 218, ISSBN 5-89208-054-4